# إرنست ماردون
أرنست جورج ماردن  (1928–6 مارس 2016) كان أستاذا في اللغة الإنجليزية وعمل في جامعة ليثبريدج. لديه عشرات الكتب، معظمها في تاريخ البرتا, كندا.
ولد في هيوستن, تكساس في عام 1928 إلى البروفسور أوستن ماردن وماري ديكي، تلقى الدكتور إرنست ج. ماردون تعليمه في غوردونستون, اسكتلندا, قبل ارتياد كلية ترينيتي في دبلن. بعد ذلك تم استدعاؤه للخدمة العسكرية في الحرب الكورية كضابط مع جوردون هايلاندرس, خدم بهذا الزي في منطقة قناة السويس، قبرص، ليبيا، من 1952 إلى 1954. أُحيل للتقاعد بكل شرف على رتبة ملازم. وانتقل إلى كندا في عام 1954 كمدير مكتب لشركة يونايتد برس الدولية. قام بتدريس مدرسة ثانوية في مورينفيل ثم قام بعمل الدكتوراه في اللغة الإنجليزية في العصور الوسطى في جامعة أوتاوا. ومن بين أول كلية من جامعة ليثبريدج ، كان الدكتور ماردون أيضا أستاذا زائرا في العديد من الجامعات الكندية الأخرى. وهو أيضا باحث في مجال الدراسات الأنجلوسكسونية.[بحاجة لمصدر] في عام 2006 تم ترشيحه لعضوية كاملة في الاتحاد الفلكي الدولي.[بحاجة لمصدر] توفي في 8 مارس 2016 في ليثبريدج ، ألبرتا ، كندا .
ويشمل أطفال ماردون الباحث والكاتب في القطب الجنوبي أوستن ماردن.

## أعمال مُختارة
- وحدة السرد للمؤلف موندي (1967، 2، 2012)[6]
- الكلِّية المؤسِّسة لجامعة ليثبريدج (1968)[7]
- عندما تلتقي كيتي بالشبح (1991، 2 إد 2012)[8]
- الفتاة التي استطاعت اختراق الجدران (1991)[9]
- المورمون السياسيون في ألبرتا / مساهمة المورمون في سياسة ألبرتا (1991، 2، 2011)[10]
- القديسون الأوائل (1997)[11]
- القديسون المسيحيون المستقبليون للأطفال (1997)[12]
- قديسون عدة للأطفال (1997)[13]
- وصفٌ للجزر الغربية في اسكتلندا (مترجم، 2010)[14]
- رؤى لعصر سياسي جديد: الرجال الذين مهدوا الطريق لقانون ألبرتا لعام 1905 (2010)[15]
- أوائل القديسين وغيرها من القصص المقدسة للأطفال (2011)[16]
- الصراع ما بين الفرد والمجتمع في مسرحيات جيمس بريدي (2012)[17]
- من هو من في السياسة الاتحادية في ألبرتا (2012)[18]

## الروابط الخارجية
- صفحة ورلدكات